# Orchipedum plantaginifolium
Orchipedum plantaginifolium är en orkidéart som beskrevs av Jacob Gijsbert Samuel van Breda. Orchipedum plantaginifolium ingår i släktet Orchipedum och familjen orkidéer. Inga underarter finns listade i Catalogue of Life.